# Infant Annihilator
Infant Annihilator is een Engelse deathcore band, opgericht in Hessle, East Riding of Yorkshire in 2012 door drummer Aaron Kitcher en gitarist Eddie Pickard.  De band staat bekend om hun technische, eclectische en extreme muziekstijl; parodistische en satirische grafische lyrische inhoud en shockhumor; en muziekvideo's met schunnige thema's.
Eind 2012 kwam hun debuutalbum The Palpable Leprosy of Pollution uit, met daarop de Amerikaanse zanger Dan Watson. Nadat ze hun zanger hadden vervangen door Dickie Allen, afkomstig uit Massachusetts, werd hun tweede album The Elysian Grandeval Galèriarch opgenomen en gemixt door Jesse Kirkbride in zijn thuisstudio Kirkbride Recordings en werd het in 2016 uitgebracht. Hun derde album, The Battle of Yaldabaoth, kwam uit op 11 september 2019.
Infant Annihilator werd door Hysteria Magazine beschreven als een internetband en hoewel ze hebben verklaard dat toeren mogelijk is, hebben ze tot nu toe alleen als studioproject opgetreden.

## Muziekstijl en invloeden
De muzikale stijl van Infant Annihilator is beschreven als zowel deathcore als technische death metal. Hun lyrische inhoud is opzettelijk extreem en omvat controversiële onderwerpen zoals verkrachting, pedofilie, moord, kindermoord, "massaprogrammering", religie, sekte, en de katholieke kerk. Deze onderwerpen zijn ontleend aan de geschiedenis van seksueel misbruik in de katholieke kerk. In september 2017 werd hun muziek te aanstootgevend bevonden en als gevolg daarvan van de online muziekstreamingplatforms Spotify en iTunes gehaald.  Ze werden na drie dagen teruggebracht naar beide platforms.
Van verschillende subgenres van death metal en hardcore punk zegt Infant Annihilator dat deze van invloed zijn op hun muziek. Waaronder: deathcore, slam death metal, technische death metal, "down-tempo hardcore", grindcore en mathcore.
Artiesten waardoor ze beïnvloed zijn betreffen onder andere: Carnifex, Bring Me the Horizon (de vroege albums in deathcore-stijl, zoals Count Your Blessings ), System of a Down, Slipknot, Chimaira, Despised Icon, Thy Art Is Murder, The Black Dahlia Murder.

## Personele bezetting
Huidige leden
- Aaron Kitcher – slagwerk (2012–heden)
- Eddie Pickard – gitaar, bas (2012–heden)
- Dickie Allen – vocalen (2016–heden)

Voormalige leden
- Dan Watson – vocalen (2012–2014)

## Discografie
| Jaar | Album details |
| ---- | --- |
| 2012 | The Palpable Leprosy of Pollution - Uitgebracht: 12 December 2012 - Label: Zelf uitgebracht/Total Deathcore - Formaat: CD, LP (gelimiteerde heruitgave), digital download |
| 2016 | The Elysian Grandeval Galèriarch - Uitgebracht: 29 July 2016 - Label: Zelf uitgebracht - Formaat: CD, CS, LP, digitaal                                                    |
| 2019 | The Battle of Yaldabaoth - Uitgebracht: 11 September 2019 - Label: Zelf uitgebracht - Formaat: CD, 2xLP, digitaal                                                         |

Singles
- "Decapitation Fornication" (23 juli 2012)
- "Motherless Miscarriage" (22 juni 2016)
- "Three Bastards" (25 juli 2019)

Promotionele uitgaves
- The Palpable Leprosy of Pollution  - Promo (2012)